# 翔東路
翔東路（英語：Cheung Tung Road）是一條位於北大嶼山的道路，大部份路段與北大嶼山公路平行，是一條雙程雙線不分隔「公用設施道路」（Service utility road）。
翔東路兩端分別連接著東涌富東街及陰澳欣澳道，介乎小濠灣濾水廠通道交界處以東至欣澳道盡頭的一段屬荃灣區，其餘路段則屬離島區，故此道路是跨區道路。
嶼巴小蠔灣車廠、城巴小蠔灣車廠及龍運巴小濠灣車廠均在翔東路或深豐路建有巴士車廠。由於深豐路的唯一連接路是翔東路，故私牌車輛必須途經翔東路方可返回前述車廠。另外，愉景灣隧道的出入口亦是位於翔東路上，故翔東路亦為經陸路前往愉景灣的必經之途。

## 歷史
地政總署於1997年8月29日刊憲，把此道路命名為「翔東路」。新大嶼山巴士36線於1998年1月27日投入服務，一度為唯一途經翔東路的巴士路線。
愉景灣隧道在2000年5月27日通車，愉景灣巴士DB01R和DB02R線亦同步投入服務，途經翔東路但不設中途站。當時翔東路尚未與竹篙灣的道路接通，從愉景灣取道隧道前往市區的車輛，須經由翔東路進入東涌，才能駛上北大嶼山公路，反之亦然。 
城巴P21線及新大嶼山巴士36P線亦曾駛經此路，前者屬愉景灣往市區的接駁路線，後者則是36的輔助路線，在迪士尼樂園建築期內為地盤工人提供接駁服務，停站安排與主線相同。後來兩線相繼取消，自此新大嶼山巴士36線再次在翔東路提供獨市服務。

## 使用情況
現時翔東路常住人口甚少，只有白芒村一帶的村落。翔東路沿綫的工業設施有城巴車廠、龍運巴士車廠、政府維修廠、汽車扣留中心及濾水廠等，而上述設施大都自設員工接送車或員工巴士，因此道路上的巴士站使用率偏低。
然而由於道路距離夠長、走線良好且不算繁忙，因此成為熱門的單車路綫，不少騎單車者均取道此到欣澳站及迪士尼樂園一帶。唯沿途均沒有任何單車徑設施，偶而出現人車爭路問題，險象環生，甚至不時出現牽涉騎單車人士之傷亡事故。

## 意外
- 2023年8月31日，愉景灣巴士DB03R線與一輛由屯門開出的校巴保姆車相撞，造成34人受傷，校巴司機一到被困，愉景灣巴士司機頸部受傷。警方拘捕65歲校巴司機，涉嫌危險駕駛引致他人身體受嚴重傷害。[6]

## 交匯道路
- 欣澳道
- 深水角徑
- 深豐路
- 愉景灣隧道
- 東涌東交匯處
- 富東街